# Videokunst
 Der er for få eller ingen kildehenvisninger i denne artikel, hvilket er et problem. Du kan hjælpe ved at angive troværdige kilder til de påstande, som fremføres i artiklen.

Distributionen af videokunst finder primært sted inden for kunstinstitutionen fxmuseer, og ikke via tv. Videokunst fortælleformer er forskellige fra underholdningsmediernes klare dramaturgi. Et videokunstværk kan være en del af en installation, eller det kan være et værk i sig selv, der fremvises på en skærm eller med en projektor. Video anvendes også til at optage og dokumentere en kunstners optræden eller performancekunst.